# Fountain (Minnesota)
Fountain ist eine Kleinstadt (mit dem Status „City“) im Fillmore County im US-amerikanischen Bundesstaat Minnesota. Das U.S. Census Bureau hat bei der Volkszählung 2020 eine Einwohnerzahl von 409 ermittelt.

## Geografie
Fountain liegt im Südosten von Minnesota auf 43°44′24″ nördlicher Breite und 92°08′11″ westlicher Länge und erstreckt sich über 2,15 km².
Benachbarte Orte von Fountain sind Chatfield (14,8 km nördlich), Lanesboro (14,4 km östlich), Preston (9,8 km südöstlich), Wykoff (12,4 km südwestlich) und Fillmore (11,5 km westlich).
Die nächstgelegenen größeren Städte sind Rochester (47 km nordwestlich) und La Crosse in Wisconsin (94,6 km östlich). Das Ballungsgebiet um die Städte Minneapolis und Saint Paul liegt 188 km nordnordwestlich.

## Verkehr
Der U.S. Highway 30 führt in Nord-Süd-Richtung als Hauptstraße durch das Stadtgebiet von Fountain. In südwestliche Richtung führt die Minnesota State Route 80. Alle weiteren Straßen sind untergeordnete Landstraßen, teils unbefestigte Fahrwege sowie innerörtliche Verbindungsstraßen.
Die nächstgelegenen Flughäfen sind der Rochester International Airport (50,1 km nordwestlich) und der größere Minneapolis-Saint Paul International Airport (179 km in der gleichen Richtung).
Auf einer stillgelegten Eisenbahnstrecke der Milwaukee Road verläuft mit dem Blufflands State Trail ein kombinierter Fuß- und Fahrradweg.

## Demografische Daten
Nach der Volkszählung im Jahr 2010 lebten in Fountain 410 Menschen in 171 Haushalten. Die Bevölkerungsdichte betrug 190,7 Einwohner pro Quadratkilometer. In den 171 Haushalten lebten statistisch je 2,4 Personen.
Ethnisch betrachtet setzte sich die Bevölkerung zusammen aus 98 Prozent Weißen, 0,2 Prozent (eine Person) amerikanischen Ureinwohnern, 0,5 Prozent Asiaten sowie 0,7 Prozent aus anderen ethnischen Gruppen; 0,5 Prozent stammten von zwei oder mehr Ethnien ab. Unabhängig von der ethnischen Zugehörigkeit waren 2,0 Prozent der Bevölkerung spanischer oder lateinamerikanischer Abstammung.
27,1 Prozent der Bevölkerung waren unter 18 Jahre alt, 58,8 Prozent waren zwischen 18 und 64 und 14,1 Prozent waren 65 Jahre oder älter. 49,3 Prozent der Bevölkerung war weiblich.
Das mittlere jährliche Einkommen eines Haushalts lag bei 43.125 USD. Das Pro-Kopf-Einkommen betrug 23.686 USD. 14,3 Prozent der Einwohner lebten unterhalb der Armutsgrenze.